# Saint-Pierre-d'Allevard
Saint-Pierre-d'Allevard és un municipi francès situat al departament de la Isèra i a la regió d'Alvèrnia-Roine-Alps. L'any 2007 tenia 2.716 habitants.

## Demografia

### Població
El 2007 la població de fet de Saint-Pierre-d'Allevard era de 2.716 persones. Hi havia 1.009 famílies de les quals 239 eren unipersonals (94 homes vivint sols i 145 dones vivint soles), 283 parelles sense fills, 416 parelles amb fills i 71 famílies monoparentals amb fills.
La població ha evolucionat segons el següent gràfic:
Habitants censats

### Habitatges
El 2007 hi havia 1.183 habitatges, 1.034 eren l'habitatge principal de la família, 71 eren segones residències i 79 estaven desocupats. 977 eren cases i 197 eren apartaments. Dels 1.034 habitatges principals, 760 estaven ocupats pels seus propietaris, 239 estaven llogats i ocupats pels llogaters i 35 estaven cedits a títol gratuït; 9 tenien una cambra, 51 en tenien dues, 153 en tenien tres, 329 en tenien quatre i 492 en tenien cinc o més. 731 habitatges disposaven pel capbaix d'una plaça de pàrquing. A 410 habitatges hi havia un automòbil i a 507 n'hi havia dos o més.

### Piràmide de població
La piràmide de població per edats i sexe el 2009 era:
| Homes | Edats   | Dones |
| ----- | ------- | ----- |
| 0     | 95 o +  | 0     |
| 0     | 90 a 94 | 12    |
| 4     | 85 a 89 | 8     |
| 8     | 80 a 84 | 20    |
| 48    | 75 a 79 | 48    |
| 44    | 70 a 74 | 40    |
| 48    | 65 a 69 | 40    |
| 64    | 60 a 64 | 84    |
| 72    | 55 a 59 | 68    |
| 60    | 50 a 54 | 104   |
| 84    | 45 a 49 | 56    |
| 64    | 40 a 44 | 84    |
| 108   | 35 a 39 | 84    |
| 60    | 30 a 34 | 112   |
| 64    | 25 a 29 | 56    |
| 68    | 20 a 24 | 28    |
| 72    | 15 a 19 | 84    |
| 96    | 10 a 14 | 64    |
| 92    | 5 a 9   | 84    |
| 52    | 0 a 4   | 64    |

## Economia
El 2007 la població en edat de treballar era de 1.685 persones, 1.244 eren actives i 441 eren inactives. De les 1.244 persones actives 1.164 estaven ocupades (621 homes i 543 dones) i 79 estaven aturades (32 homes i 47 dones). De les 441 persones inactives 139 estaven jubilades, 132 estaven estudiant i 170 estaven classificades com a «altres inactius».

### Ingressos
El 2009 a Saint-Pierre-d'Allevard hi havia 1.053 unitats fiscals que integraven 2.788 persones, la mediana anual d'ingressos fiscals per persona era de 19.186 €.

### Activitats econòmiques
Dels 78 establiments que hi havia el 2007, 2 eren d'empreses alimentàries, 2 d'empreses de fabricació de material elèctric, 3 d'empreses de fabricació d'altres productes industrials, 21 d'empreses de construcció, 10 d'empreses de comerç i reparació d'automòbils, 4 d'empreses de transport, 5 d'empreses d'hostatgeria i restauració, 2 d'empreses financeres, 5 d'empreses immobiliàries, 7 d'empreses de serveis, 13 d'entitats de l'administració pública i 4 d'empreses classificades com a «altres activitats de serveis».
Dels 31 establiments de servei als particulars que hi havia el 2009, 1 era una oficina de correu, 1 una oficina bancària, 1 taller de reparació d'automòbils i de material agrícola, 5 paletes, 2 guixaires pintors, 6 fusteries, 3 lampisteries, 2 electricistes, 2 empreses de construcció, 2 perruqueries, 4 restaurants i 2 agències immobiliàries.
Dels 2 establiments comercials que hi havia el 2009, 1 era una botiga de menys de 120 m² i 1 una fleca.
L'any 2000 a Saint-Pierre-d'Allevard hi havia 35 explotacions agrícoles que ocupaven un total de 185 hectàrees.

## Equipaments sanitaris i escolars
L'únic equipament sanitari que hi havia el 2009 era una farmàcia.
El 2009 hi havia 1 escola maternal i 1 escola elemental.

## Poblacions més properes
El següent diagrama mostra les poblacions més properes.